# Kriemianoje
Kriemianoje (ros. Кремяное) – wieś (ros. село, trb. sieło) w zachodniej Rosji, w sielsowiecie olgowskim rejonu korieniewskiego w obwodzie kurskim.

## Geografia
Miejscowość położona jest w dorzeczu rzeki Kriepna, 4,5 km od centrum administracyjnego sielsowietu olgowskiego (Olgowka), 13,5 km od centrum administracyjnego rejonu (Korieniewo), 86 km od Kurska.
W granicach miejscowości znajdują się ulice: Centralnaja, Dołgaja, Kriemianka, Mirnaja, Nabierieżnaja, Sadowaja, Wolnaja, Wygonnaja, Zawodskaja.

## Demografia
W 2010 r. miejscowość zamieszkiwało 649 osób.